# Université Vongchavalitkul
L'université Vongchavalitkul  (en anglais : Vongchavalitkul University ou VU) est une université privée thaïlandaise située à Nakhon Ratchasima, dans la région nord-est du pays. 

## Source
- (en) Cet article est partiellement ou en totalité issu de l’article de Wikipédia en anglais intitulé « Vongchavalitkul University » (voir la liste des auteurs).